# Хольцер, Бруно
Бруно Хольцер (нем. Bruno Holzer; род. 9 февраля 1947, Нойкирх, Швейцария) — швейцарский мотогонщик, чемпион мира по шоссейно-кольцевым гонкам в классе мотоциклов с колясками (подкласс B2B) 1979 года , чемпион Швейцарии 1975 года.

## Спортивная карьера
Бруно Хольцер впервые столкнулся с автоспортом с 1972 году. Его брат принял участие в локальных гонках на мотоциклах с колясками в качестве пассажира. Хольцер также решил поучаствовать — но уже в качестве пилота. Пассажиром стал школьный друг его брата Карл Мейерханс. В 1975 году Хольцер и Мейерханс купили профессиональное шасси LCR с двигателем Yamaha и выиграли на нём Чемпионат Швейцарии, а в следующем — дебютировали на мировом уровне. В 1978 году напарники одержали свою первую и единственную победу в гонке, выиграв Гран-При Бельгии.
В 1979 году чемпионат разделился на два класса — B2A (классические мотоциклы с коляской) и B2B (прототипы-трициклы). Фаворитом в обоих классах считался Рольф Биланд, и он действительно легко выиграл класс B2A. В классе B2B и Биланд, и Хольцер выступали на модицифицированных трициклах, не требовавших от пассажира фактически никаких усилий, но Биланд имел значительно больший опыт выступления на подобных машинах и, более того, уже выигрывал на таком трицикле мировой титул. И действительно, из шести гонок сезона Биланд в классе B2B выиграл четыре, но в двух оставшихся сошёл по техническим причинам. Хольцер и Мейерханс финишировали вторыми во всех гонках, что позволило им в итоге обойти Биланда и неожиданно завоевать чемпионский титул.
Хольцер стал одним из трёх пилотов, выигрывавших чемпионат без единой победы в сезоне (одним был Джордж О'Делл в 1977 году, другим — Вернер Шварцель в 1982-м).
Закончив сезон 1980 года, Хольцер и Мейерханс завершили гоночные карьеры.

## После окончания карьеры
В 1983 году Бруно Хольцер открыл автомастерскую в городке Нойкирх (Швейцария).

## Результаты выступлений в Чемпионате мира по шоссейно-кольцевым гонкам на мотоциклах с колясками
| Легенда к таблице |                                                 |
| --- | ----------------------------------------------- |
| В таблице перечислены результаты всех этапов чемпионата мира, в которых принимал участие гонщик либо пассажир. Строками таблицы являются сезоны, столбцами все гонки этапов чемпионата мира, напарник и мотоцикл. В клетках указаны сокращённое название этапа и результат, клетка дополнительно обозначена цветом. Расшифровка обозначений и цветов представлена в нижеследующей таблице. |                                                 |
| \| Пример \| Описание \| \| ------------ \| ----------------------------------------------- \| \| 1 \| Победитель \| \| 2 \| Второе место \| \| 3 \| Третье место \| \| \| Финишировал в очковой зоне \| \| \| Финишировал вне очковой зоны \| \| НКЛ \| Не классифицирован \| \| Сход \| Не финишировал \| \| НКВ \| Не прошёл квалификацию \| \| НПКВ \| Не прошёл предварительную квалификацию \| \| ДСК \| Дисквалифицирован \| \| ИСК \| Исключён из протокола соревнований \| \| НС \| Не стартовал в гонке \| \| Т \| Травмирован или болен \| \| ОТК \| Отказ от участия \| \| НТР \| Прибыл на соревнования, но на трассу не выезжал \| \| НПР \| Не прибыл к началу соревнований \| \| НД \| Недопущен до старта \| \| О \| Гонка отменена \| \| НУ \| Не участвовал \| \| Поул-позиция \| \| \| Быстрый круг \| \| |                                                 |
| Пример | Описание                                        |
| 1 | Победитель                                      |
| 2 | Второе место                                    |
| 3 | Третье место                                    |
| | Финишировал в очковой зоне                      |
| | Финишировал вне очковой зоны                    |
| НКЛ | Не классифицирован                              |
| Сход | Не финишировал                                  |
| НКВ | Не прошёл квалификацию                          |
| НПКВ | Не прошёл предварительную квалификацию          |
| ДСК | Дисквалифицирован                               |
| ИСК | Исключён из протокола соревнований              |
| НС | Не стартовал в гонке                            |
| Т | Травмирован или болен                           |
| ОТК | Отказ от участия                                |
| НТР | Прибыл на соревнования, но на трассу не выезжал |
| НПР | Не прибыл к началу соревнований                 |
| НД | Недопущен до старта                             |
| О | Гонка отменена                                  |
| НУ | Не участвовал                                   |
| Поул-позиция |                                                 |
| Быстрый круг |                                                 |

| Год        | Пассажир       | Мотоцикл   | 1     | 2      | 3        | 4     | 5        | 6        | 7      | 8     | Место | Очки |
| ---------- | -------------- | ---------- | ----- | ------ | -------- | ----- | -------- | -------- | ------ | ----- | ----- | ---- |
| 1976       | Карл Мейерханс | LCR-Yamaha | FRA 4 | AUT    | MAN      | NED   | BEL 12   | CZE 16   | GER 5  |       | 11    | 14   |
| 1977       | Карл Мейерханс | LCR-Yamaha | AUT 7 | GER 4  | FRA Сход | NED 5 | BEL Сход | CZE Сход | GBR 11 |       | 10    | 18   |
| 1978       | Карл Мейерханс | LCR-Yamaha | AUT 5 | FRA 5  | NAT 5    | NED 4 | BEL 1    | GBR      | GER 4  | CZE   | 3     | 49   |
| 1979 (B2B) | Карл Мейерханс | LCR-Yamaha | AUT 2 | SWI 2  | GBR 2    | GER 2 | FRA 2    | NED 2    |        |       | 1     | 72   |
| 1980       | Карл Мейерханс | LCR-Yamaha | FRA 6 | JUG 11 | NED 8    | BEL   | FIN 3    | GBR 8    | CZE 3  | GER 5 | 6     | 37   |

## Результаты выступлений на гонке Isle of Man TT[5]
| Год  | Класс               | Мотоцикл   | Пассажир       | Позиция в классе |
| ---- | ------------------- | ---------- | -------------- | ---------------- |
| 1978 | Sidecar (1-й заезд) | LCR-Yamaha | Карл Мейерханс | 17               |